# Kony 2012
Kony 2012 este un scurt film creat de Invisible Children, Inc. și lansat pe 5 martie 2012. Scopul filmului este de a promova mișcarea de binefacere „Stop Kony” pentru a-l face pe inculpatul ugandez, Joseph Kony, criminal de război și fugar de Curtea Penală Internațională, cunoscut la nivel global, cu scopul de a-l avea în custodie până în decembrie 2012, momentul în care expiră campania.
Filmul s-a răspândit viral. La 30 martie 2012, filmul avea peste 86 de milioane de vizualizări pe site-ul YouTube și peste 16,6 milioane pe Vimeo, având și alte vizualizări pe site-ul central „Kony 2012” operat de Invisible Children. Expunerea intensă a filmului a dus la prăbușirea site-ului „Kony 2012” la scurt timp după ce acesta a început să câștige popularitate pe scară largă.
Până în prezent campania a dus la o rezoluție a Senatulului Statelor Unite și a contribuit la decizia de a trimite trupe de către Uniunea Africană.
La 5 aprilie 2012, Invisible Children a lansat un al doilea clip video intitulat Kony 2012: Part II – Beyond Famous.